# Nationalt Center for Klimaforskning
Nationalt Center for Klimaforskning (NCKF) er en afdeling på Danmarks Meteorologiske Institut, der blev etableret i 2020.
NCKF arbejder med regionale og globale klimamodeller, statistiske modeller og satellitobservationer, specielt med fokus på Europa, Nordatlanten og de polare regioner. NCKF har desuden fokus på såkaldte klimaservices og klimadata med relevans for klimatilpasning, både i Danmark (f.eks. Klimaatlas) og Europa (f.eks. Copernicus Climate Change Service), men også i udvalgte lande (f.eks. Ghana). NCKF leverer således anvendelig klimaviden med relevans for det danske samfund, f.eks. via Klimaatlas, der bruges af 91% af danske kommuner  i deres klimatilpasningsplaner. NCKF understøtter desuden DMI’s operationelle vejr- og havmodeller med satellitdata samt den automatiske produktion af haviskort til DMI’s istjeneste med det formål at sikre sejladssikkerheden ved Grønland. 
NCKF understøtter DMI’s arbejde som regeringens klimavidenskabelige rådgiver, som angivet i klimalovens §9, og leverer viden om klimaet nu og i fremtiden. NCKF har bl.a. rådgivet om fremtidens stormflodshøjder i forbindelse med forundersøgelse om stormflodssikring af København..
NCKF repræsenterer desuden Danmark i FN’s klimapanel IPCC.
NCKF består af fire enheder og ledes af afdelingschef Adrian Lema.